# Wachuset
Wachuset /u jeziku Natick at the small mountain, Gerard, ili “near the mountain”, jedno od plemena američkih Indijanaca porodice Algonquian, koje je obitavalo na gornjem toku rijeke Nashua, na području današnjeg okruga Worcester u Massachusettsu. Wachuseti, su izgleda bili pleme Nipmuc Indijanaca, ali vezani u konfederaciju s Pennacookima. Njihovo glavno istoimeno selo nalazio se na mjestu ili blizu, današnjeg Princetona.

## Vanjske poveznice
- New Hampshire Indian Tribes